# Aperto
Aperto (Nederlands: open) is een Italiaanse muziekterm die wordt gebruikt om aan te geven dat bespelers van een hoorn "open" moeten spelen. Hiermee wordt bedoeld dat de beker niet in het geheel of gedeeltelijk wordt afgestopt met de hand of met een demper. Deze aanwijzing is de tegenhanger van de aanwijzing chiuso (gesloten), die aangeeft dat de beker juist wél moet worden afgestopt. Het spreekt dus voor zich dat de aanwijzing aperto alleen wordt gegeven als eerder de aanwijzing chiuso is gegeven.